# Tropicomyia capeneri
Tropicomyia capeneri är en tvåvingeart som beskrevs av Erich Martin Hering 1957. Tropicomyia capeneri ingår i släktet Tropicomyia och familjen minerarflugor. Inga underarter finns listade i Catalogue of Life.